# Rubin (winorośl)
Rubin – bułgarski szczep winorośli. Wyhodowany w 1944 w Instytucie Winogrodnictwa i Enologii w Plewenie z krzyżówki szczepów Nebbiolo i Syrah.  W 1961 szczep uznano za odmianę. Popularność zyskała od lat 50. XX wieku, zaczęła być hodowana na dużą skalę w Obwodzie Płowdiw. Poza Bułgarią, gdzie uważany jest za dobro narodowe, niemal zupełnie nieznany.

## Morfologia
Odmiana stosunkowo wcześnie dojrzewająca. Owoce drobne, kuliste, o kolorze niebiesko-czarnym z cienką, mocną skórką odporną na pękanie i gnicie, pokrytą obfitym osadem woskowym. Krzew średniej wielkości, liście mocno rozcięte, pięcioklapowe, średniej wielkości, bezwłose. Odmiana dobrze rozwija się na terenach pagórkowatych z głębokimi glebami. Wykazuje dużą odporność na szarą pleśń.

## Zastosowanie
Odmiana stosowana do produkcji wysokiej jakości wina czerwonego. Wykazuje potencjał do starzenia.

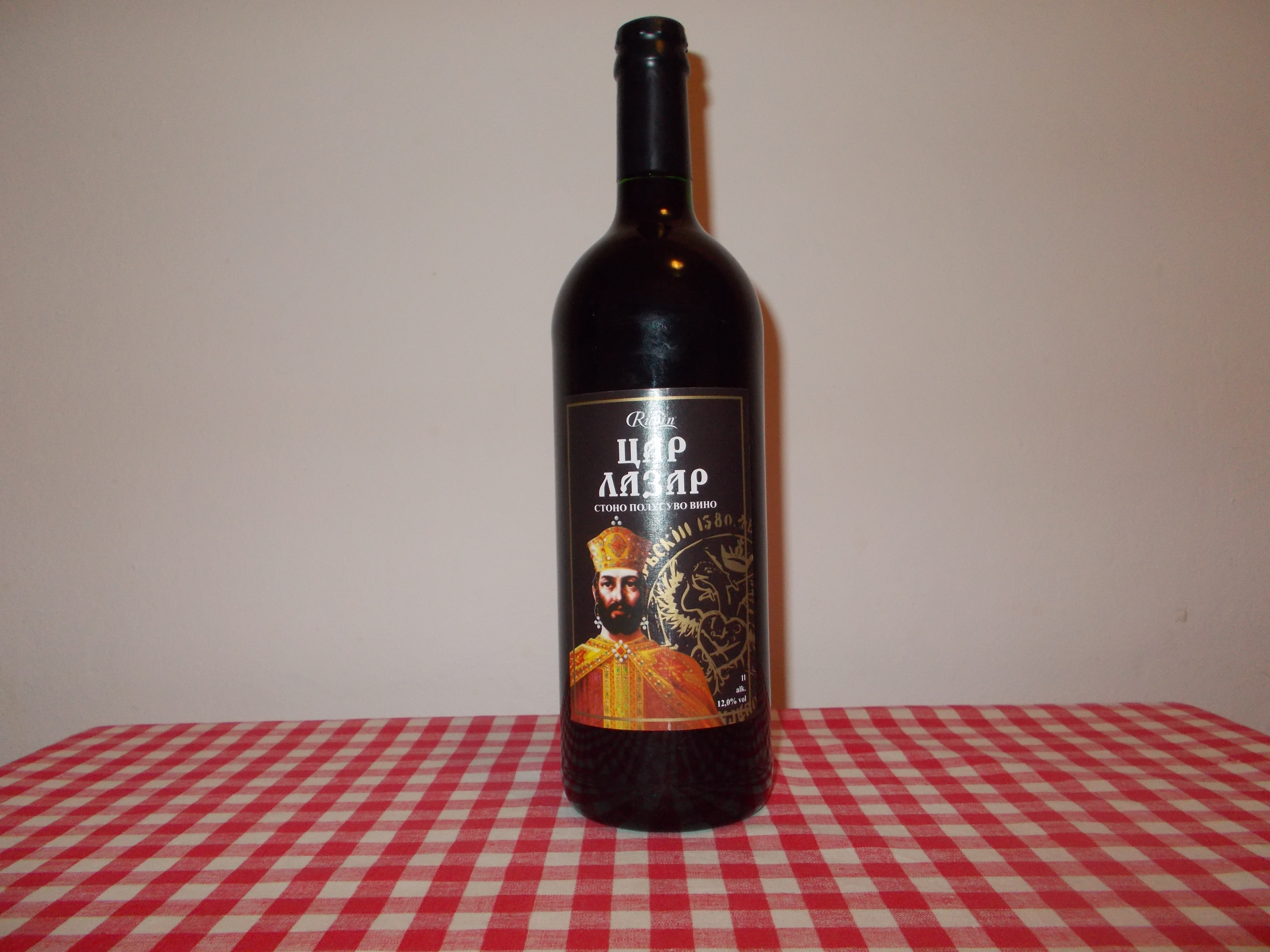
Butelka wina odmiany Rubin